# Napoleon Complex?
Napoleon Complex? è una compilation di canzoni di musica demenziale dagli anni sessanta in poi.
Questa compilation è composta dalla canzone They're Coming to Take Me Away Ha Haa! di Napoleon XIV, più venti cover della stessa canzone, tra cui quella di Josephine XV (I'm Happy They Took You Away Ha Haa!), quella di Floris VI (Ze nemen me eindelijk mee, ha haa!), quella dei Teddy & Darrel (They Took You Away, I'm Glad, I'm Glad, in cui è meno conosciuta la versione di Josephine XV) e quella de I Balordi (Vengono a portarci via ah! aah!).

## Tracce
1. They're Coming to Take Me Away Ha Haa! - 2:06 (Napoleon XIV)
2. I'm Happy They Took You Away Ha Haa! - 2:05 (Josephine XV)
3. Don't Take Me Back, Oh-nooo! - 2:27 (Henry the IX)
4. I'm Normal - 2:12 (The Emperor)
5. The Place Where the Nuts Hunt the Squirrels - 1:52 (Napoleon XIV)
6. Ich glaab', die hole mich ab, ah aah! - 2:04 (Malepartus II)
7. Down on the Funny Farm, oy vey - 2:48 (Josephine XIII)
8. Ellos me quieren lievar, ah! aah! - 2:46 (Napoleon Puppy)
9. Ze nemen me eindelijk mee, ha haa! - 2:08 (Floris VI)
10. They're Coming to Take Me Away Ha Haa! - 2:10 (Kim Fowley)
11. They're Coming to Take Me Away Ha Haa! - 2:10 (Rose Brooks)
12. They Took You Away, I'm Glad, I'm Glad - 3:04 (Teddy & Darrel)
13. Vengono a portarci via ah! aah! - 2:20 (I Balordi)
14. Napoleon XIV - 1:51 (Los Crazy Boys)
15. Ze nemen me eindelijk mee, ha haa! - 2:09 (Hugo de Groot)
16. They're Coming to Get Me Again Ha Haa! - 2:30 (Napoleon XIV)
17. They're Coming to Take Me Away Ha Haa! - 2:06 (Mad Dog Society)
18. They're Coming to Take Me Away Ha Haa! - 2:06 (Inhuman Orchestra)
19. They're Coming to Take Me Away Ha Haa! - 2:06 (Snopek & the Unexploded Bomb)
20. They're Coming to Take Me Away Ha Haa! - 8:28 (Lard)